# UEFA 유로 2016 A조

다음은 UEFA 유로 2016 조별 리그 A조 경기 결과이다.

## 순위
| 팀       | 경기 | 승 | 무 | 패 | 득 | 실 | 차 | 승점 |
| -------- | ---- | -- | -- | -- | -- | -- | -- | ---- |
| 프랑스   | 3    | 2  | 1  | 0  | 4  | 1  | +3 | 7    |
| 스위스   | 3    | 1  | 2  | 0  | 2  | 1  | +1 | 5    |
| 알바니아 | 3    | 1  | 0  | 2  | 1  | 3  | −2 | 3    |
| 루마니아 | 3    | 0  | 1  | 2  | 2  | 4  | −2 | 1    |

## 경기

### 프랑스 vs 루마니아
| 프랑스                | 2 – 1  | 루마니아              |
| --------------------- | ------ | --------------------- |
| 지루 57′ · 파예트 89′ | 리포트 | 스탄쿠 65′ (페널티골) |

### 알바니아 vs 스위스
| 알바니아 | 0 – 1  | 스위스  |
| -------- | ------ | ------- |
|          | 리포트 | 셰어 5′ |

### 루마니아 vs 스위스
| 루마니아              | 1 – 1  | 스위스       |
| --------------------- | ------ | ------------ |
| 스탄쿠 18′ (페널티골) | 리포트 | 메흐메디 57′ |

### 프랑스 vs 알바니아
| 프랑스                      | 2 – 0  | 알바니아 |
| --------------------------- | ------ | -------- |
| 그리즈만 90′ · 파예트 90+6′ | 리포트 |          |

### 루마니아 vs 알바니아
| 루마니아 | 0 – 1  | 알바니아   |
| -------- | ------ | ---------- |
|          | 리포트 | 사디쿠 43′ |

### 스위스 vs 프랑스
| 스위스 | 0 – 0  | 프랑스 |
| ------ | ------ | ------ |
|        | 리포트 |        |

## 득점 선수
2골
- 디미트리 파예트
- 보그단 스탄쿠

1골
- 올리비에 지루
- 앙투안 그리즈만
- 아르만도 사디쿠
- 파비안 셰어
- 아드미르 메흐메디

## 기타 기록
- 프랑스와  스위스는 2년 전에 월드컵에서도 만났다. (E조,  에콰도르,  온두라스와 같은 조)
  - 2년 전에 월드컵에서도 조에서  프랑스가 1위로,  스위스가 2위로 16강에 진출했다. (물론,  스위스가 시드 배정을 받았다.)
- 루마니아는 2골 넣었는데 모두 PK로 넣었다.
- 알바니아는 조 3위를 차지했는데, 득점 수는 4위  루마니아보다 적다.
- 프랑스는  알바니아와의 경기에서 2골을 넣었는데 모두 후반전 추가시간에 넣은 거다.
- 루마니아는 2경기를 수도권에서 경기했다. ( 프랑스와의 경기는 일드프랑스 생상드니 주에 있는 생드니에서, 그 다음 경기인  스위스와의 경기는 수도 파리에서 경기했다.)